# لهفة (مسلسل)
لهفة هو مسلسل كوميدي مصري من بطولة النجمة دنيا سمير غانم في دور الفتاة لهفة.عرض المسلسل في رمضان 2015 والذي أخذ إعجابََا جماهيرياََ كبيراََ.

## قصة المسلسل
تدور أحداث المسلسل في إطار كوميدي حول فتاة طموحة حلمها الوحيد أن تصبح ممثلة وتحاول الاعتماد على خالها الذي كان يعمل ريجيسيرا لكي يحقق لها ماتحلم به، فهي لا تريد أن تتحول إلى مجرد كومبارس كما هو حال والدها، وفي محاولتها لتحقيق الأمر تصطدم الفتاة بالكثير من المفاجآت الفارقة التي لم تكن تتخيلها، فتواجه صراعات كبيرة تدخل فيها الكوميديا خلال حلقات المسلسل لكي يتحقق الحلم الذي تطمح لتحقيقه.

## الممثلون
- دنيا سمير غانم: لهفة
- سمير غانم: الحلواني
- محمد سلام: مرتضى (مرتديلا)
- عمر الصعيدي: شريف والد مرتضى
- علي ربيع: أيمن
- معاذ نبيل: علي
- سامي مغاوري: عمران والد مروان
- إبراهيم السيلاوي: مروان
- هناء الشوربجي: ابتهال
- مصطفى العزاوي: شهاب
- شيماء سيف: ساندي

### ضيوف الشرف
يشارك في المسلسل نخبة من الفنانين العرب كضيوف شرف طيلة حلقات المسلسل، منهم׃
- محمد رمضان: شخصيته الحقيقية
- رجاء الجداوي: شخصيتها الحقيقية
- إيمي سمير غانم: يارا
- راشد الشمراني: عبده الخليجي
- بيومي فؤاد: الشيخ
- سماح أنور: الشبح ام لهفة
- حجازي متقال: شخصيته الحقيقية
- محمود العسيلي: شخصيته الحقيقية
- يسرا اللوزي: شخصيتها الحقيقية
- نشوى مصطفى شخصيتها الحقيقية
- مظهر أبو النجا: شخصيته الحقيقية
- عبد الله مشرف: إبراهيم صديق لحلواني
- عهدي صادق: شعبان صديق لحلواني
- سليمان عيد: والد طفل
- منى زكي: شخصيتها الحقيقية
- عمرو الليثي: شخصيته الحقيقية
- حسن الرداد: شخصيته الحقيقية
- إسعاد يونس: مريضة الزهايمر
- محمد إمام: شخصيته الحقيقية
- أشرف عبد الباقي: شخصيته الحقيقية
- نبيلة عبيد: شخصيتها الحقيقية
- رمزي لينر: شخصيته الحقيقية
- ميساء مغربي: رشيدة المغربية
- محمود الجندي: أبو العزم
- دلال عبد العزيز: ميس كوثر
- أحمد فتحي: حرامي الشقة
- سعيد طرابيك: جد لهفة
- إيمان السيد: شخصيتها الحقيقية
- محمد حماقي:: شخصيته الحقيقية
- أكرم حسني: سيد أبو حفيظة
- ميرفت أمين: شخصيتها الحقيقية
- أحمد فهمي: شخصيته الحقيقية
- هشام ماجد: شخصيته الحقيقية
- شيكو: شخصيته الحقيقية
- رامز جلال: واكل الجو شخصية الحقيقة

### بالاشتراك مع
- ماجد خليفة: شاب السينما الرخم
- ابراهيم أبو العطا: مدير مطعم
- أشرف طلبة: مدير مطعم
- شريف رواش: أيمن المخرج
- معتز التوني: مخرج
- أحمد الحلواني: صاحب سينما
- حمدى الميرغنى: بلطجي
- شيماء سيف: ساندي
- فاطمة كشري: كورال حجازي متقال
- ليلى الإسكندرانية: كورال حجازي متقال
- جنا عمرو: طفلة
- ليلى عز العرب: صاحبة الموبايل
- محمد العمروسي: اشرف
- علاء زينهم: شوكت المحامي
- محمود عبد الغفار: لطيف المحامي
- محمد عبد الرحمن: حسن فلاشة
- هشام جمال: هشام/ فريق بوي باند
- أشرف مصيلحي: ديلر المخدرات
- مصطفى خاطر: دوبلير
- ياسمين القماش: فاطمة زميلة مرتضى
- حسن عبد الفتاح: عباس التمرجي
- طاهر فاروز: طبيب أسنان
- محمد أسامة: شعوذة
- كريم عفيفي: معد حلقة الصلح خير
- رامي رضوان: مذيع الحلقة الاخيرة
- محمود عبد الغفار
- مصطفى عمر: حافظ
- محمد الفخراني: طفل

وغيرهم الكثير من الفنانين

### فريق العمل
- فكرة: دنيا سمير غانم - هشام جمال
- تأليف: مصطفى عمر - فاروق هاشم - أحمد كامل - أمير طعيمة - أحمد سعد - كريم يوسف - عمرو سكر
- مخرج: معتز التوني
- منفذ ملابس: رفعت عبد الحكيم
- تأليف التترات وأغاني المسلسل: هشام جمال
- أنتاج: روزنامة للإنتاج الفني

## الحلقات
| رقم الحلقة | أسم الحلقة        | ضيوف شرف الحلقة                        |  | رقم الحلقة | أسم الحلقة   | ضيوف شرف الحلقة                                           |
| ---------- | ----------------- | -------------------------------------- |  | ---------- | ------------ | --------------------------------------------------------- |
| 1          | الحلم             | محمد سعد - احمد حلمي - كريم عبد العزيز |  | 2          | قاهر الزومبي | محمد رمضان - رجاء الجداوي - حمدي المرغني                  |
| 3          | شعبيات            | رجاء الجداوي                           |  | 4          | يارا         | إيمي سمير غانم                                            |
| 5          | الخليجي           | راشد الشمراني                          |  | 6          | الشبح        | بيومي فؤاد - سماح أنور                                    |
| 7          | الخطف             | حجازي متقال                            |  | 8          | الحفلة       | محمود العسيلي - يسرا اللوزي - نشوى مصطفى - مظهر أبو النجا |
| 9          | المدرسة           | محمد سعد - احمد حلمي - صلاح عبد الله   |  | 10         | المدرسة      | محمد سعد - احمد حلمي -عبد الباسط حمودة                    |
| 11         | تريكس             | عبد الله مشرف - عهدي صادق              |  | 12         | الرسالة      | محمد أنور                                                 |
| 13         | أول فيلم          | منى زكي -سليمان عيد                    |  | 14         | المظاهرة     | عمرو الليثي - عبد الله مشرف - عهدي صادق                   |
| 15         | شاي دودو          | حسن الرداد                             |  | 16         | السيرك       | محمد سعد - احمد حلمي -حسن حسني - رامز جلال واكل الجو      |
| 17         | الزهايمر          | إسعاد يونس                             |  | 18         | النصاب       | محمد إمام                                                 |
| 19         | اليوتيوب          | أشرف عبد الباقي - محمد عبد الرحمن      |  | 20         | نجمة العرب   | نبيلة عبيد - رمزي لينر                                    |
| 21         | العصابة           | مصطفى خاطر - أشرف مصيلحي               |  | 22         | الفلانتين    | ميساء المغربي                                             |
| 23         | عريس الخالة       | محمود الجندي                           |  | 24         | ميس كوثر     | دلال عبد العزيز                                           |
| 25         | حرامي الشقة       | أحمد فتحي                              |  | 26         | مسرح المدرسة | إيمان السيد                                               |
| 27         | حماقي             | محمد حماقي                             |  | 28         | الصلح خير    | أكرم حسني - كريم عفيفي - محمد أسامة                       |
| 29         | المسرح أبو الفنون | ميرفت أمين                             |  | 30         | النجمة       | أحمد فهمي - هشام ماجد - شيكو                              |

## منافس المسلسل
أخد المسلسل إعجابا جماهيريا كبيرا في الوطن العربي ولكن هناك منافس آخر الذي كان من بطولة النجمة داليا البحيري وهو مسلسل يوميات زوجة مفروسة أوي والذي حصل كذلك على إعجاب جماهيريا كبيرا فكلا المسلسلان يتنافسان على من سيكون أفضل مسلسل كوميدي لرمضان 2015

## بدل الحدوتة تلاتة
تعود شخصية 'لهفة' من جديد عبر مسلسل بدل الحدوتة تلاتة الذي يعرض في رمضان 2019م ويتناول المسلسل ثلاث حواديت كل حدوتة عشر حلقات وكل حدوتة تحكي عن فتاة.
الحدوتة الثانية هي 'لهفة الحلواني' ويشاركها بطولة الحدوتة النجم أحمد رزق إلى جانب سمير غانم، شيماء سيف؛ لتواصل رحلة النجومية التي بدأت في مسلسل لهفة.